# パンの勝利

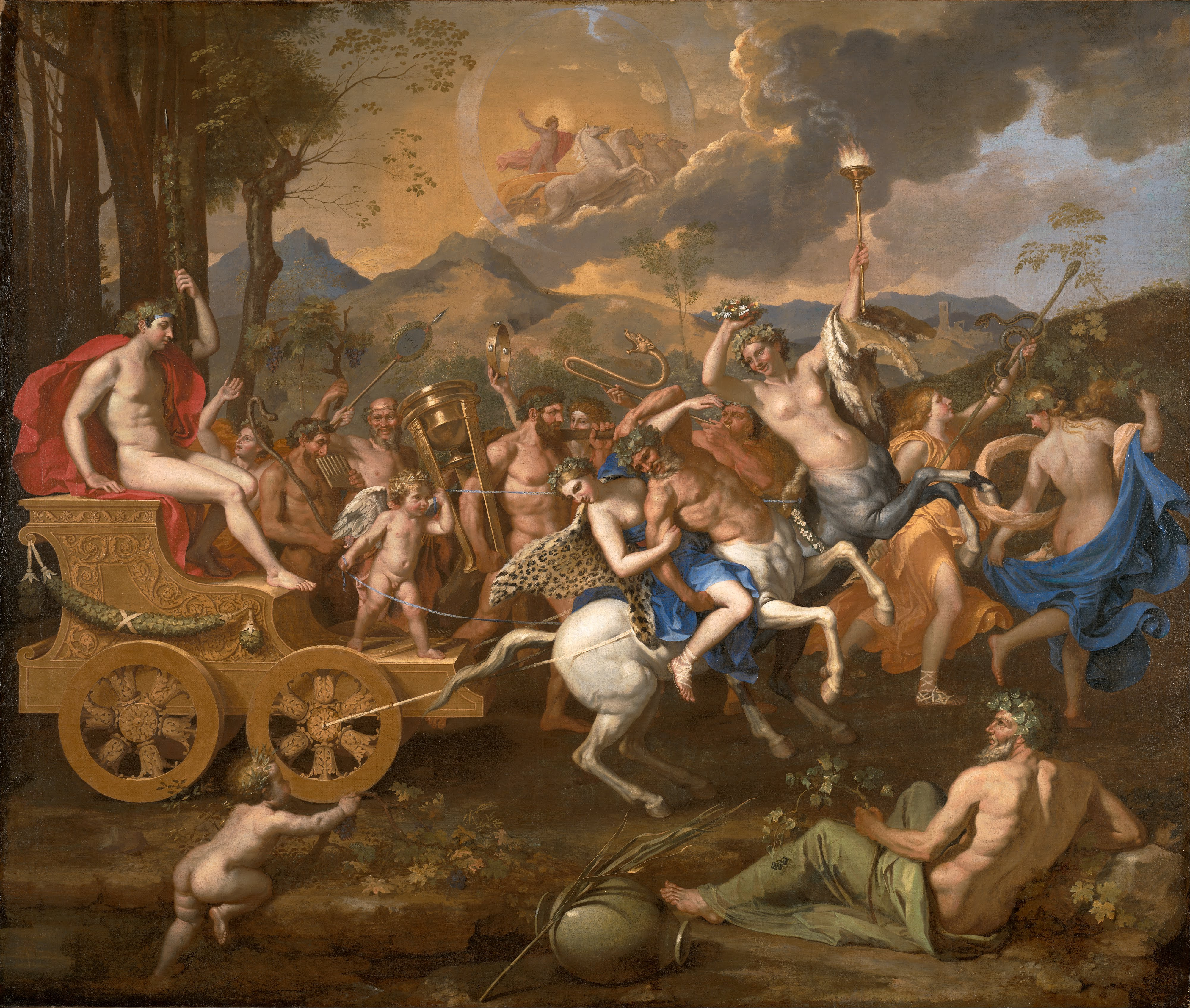
ニコラ・プッサン『バッカスの勝利』 (1635-1636年ごろ)、ネルソン・アトキンス美術館 (カンザスシティ (ミズーリ州))

『パンの勝利』（パンのしょうり、仏: La Triomphe de Pan、英: The Triumph of Pan）は、17世紀フランスの巨匠ニコラ・プッサンが1636年にキャンバス上に油彩で制作した絵画である。当時ローマにいた画家がフランスのリシュリュー枢機卿の委嘱により描いた数点の作品のうちの1点で、ポワトゥーにあった枢機卿の城の1室「国王の間」のために描かれた (実際に城に到着した絵画は3点)。1741年以前の知られていない時期に、これら3点の絵画はイギリスにもたらされ、本作は1982年までグロスタシャーのウォルター・モーリソン (Walter Morrison) のコレクションに収蔵されていた。作品は同年に国家遺産記念基金と芸術基金の援助によりモーリソンから購入され、以来ロンドン・ナショナル・ギャラリーに所蔵されている。

## 背景
リシュリュー枢機卿は、1630年代半ばに画家としてのプッサンの価値を認め始めた。それは、フランス政府が不承不承プッサンをローマからフランスに呼び戻して、フランス美術の指導者にしようと決定する以前のことであった。17世紀のイタリアの美術理論家ジョヴァンニ・ピエトロ・ベッローリによれば、本作はリシュリュー枢機卿のためにほかの3点の絵画とともに依頼された。しかし、そのうち枢機卿の城の「国王の間」に到着した作品は、本作以外に『バッカスの勝利』 (ネルソン・アトキンス美術館)、および『シレノスの勝利』 (ロンドン・ナショナル・ギャラリー蔵。プッサンの絵画の複製であり、疑問視されている) のみである。1636年5月の手紙で、枢機卿は、彼がプッサンに依頼した2点の『バッカナーレ』がフランスに向けて発送されたとの知らせを受け取っている。
枢機卿の「国王の間」にはマンテーニャ、ペルジーノ、ロレンツォ・コスタらの手になる神話画も飾られることになっていた。プッサンは本作のサイズのみならず画中の人物の寸法も指示されていたに違いない。彼は、自身で見たことのなかった前述の画家たちの作品の人物像に本作の人物像の大きさを一致させているからである。プッサンはまた、この作品が金色に塗られたカリアティード (女人柱) 、青地に描かれたユリの紋章 (フランスの象徴)、海戦図などを間に挟んで、高い羽目板の上方、金色の天井の下に掛けられるはずであったことも知らされていたであろう。斑岩の壺や古代の胸像によっても装飾されていたこの部屋は、海上の覇者としてのフランス王権のイメージを称えるものであった。依頼されたプッサンの作品は、この豪華絢爛な部屋の中に掛けられるものとして色彩的に彼の全作品中でもとりわけ華やかなものとなった。さらに、画家はリシュリュー枢機卿の依頼がフランスにおいて自身の運を開くよい機会だと十分に意識していたので、委嘱された作品に最善を尽くしたのであった。本作のための常ならずおびただしいスケッチの数々が残っている。

## 作品

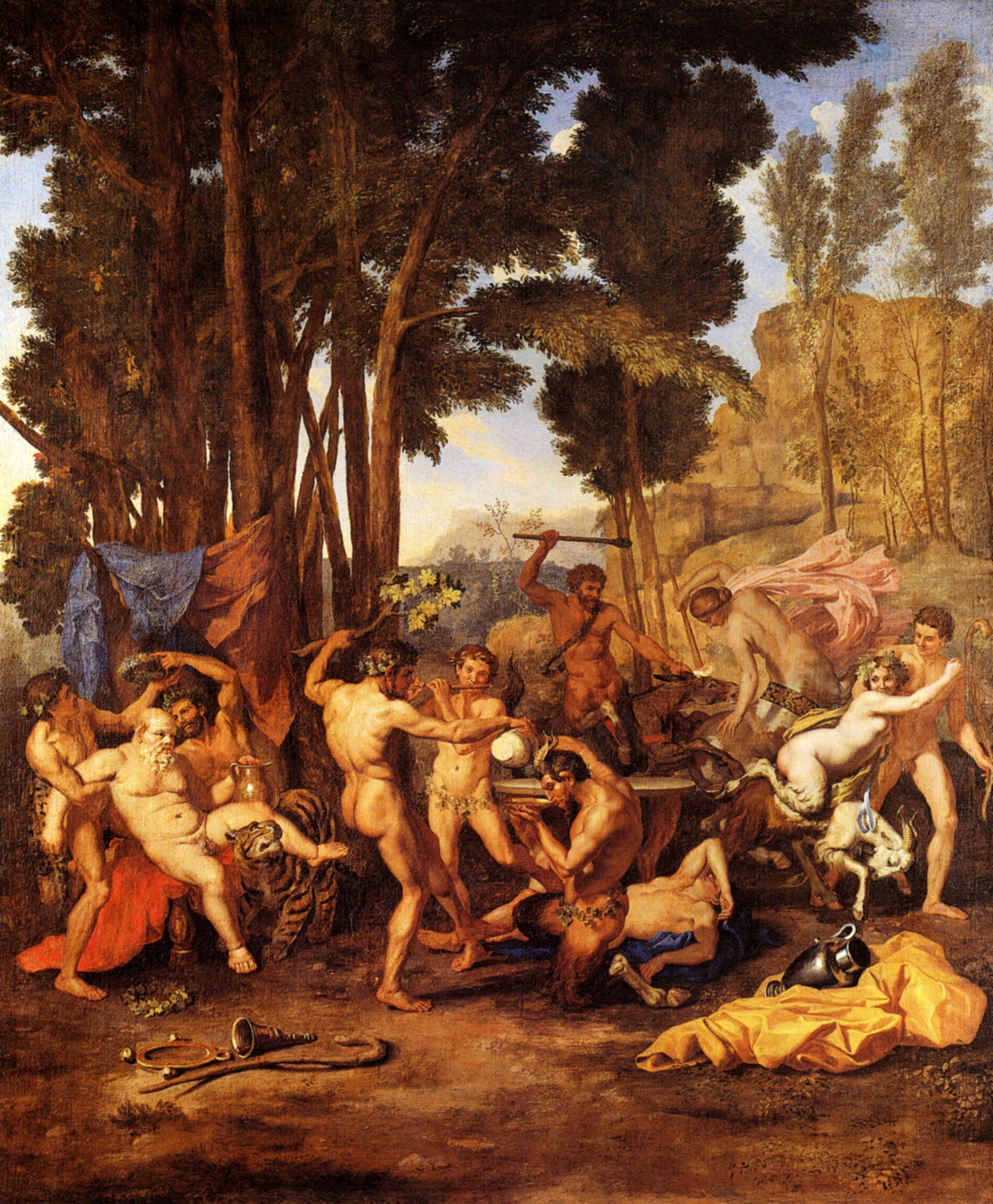
プッサンにもとづく『シレノスの勝利』 (1637年ごろ)、ナショナル・ギャラリー (ロンドン)

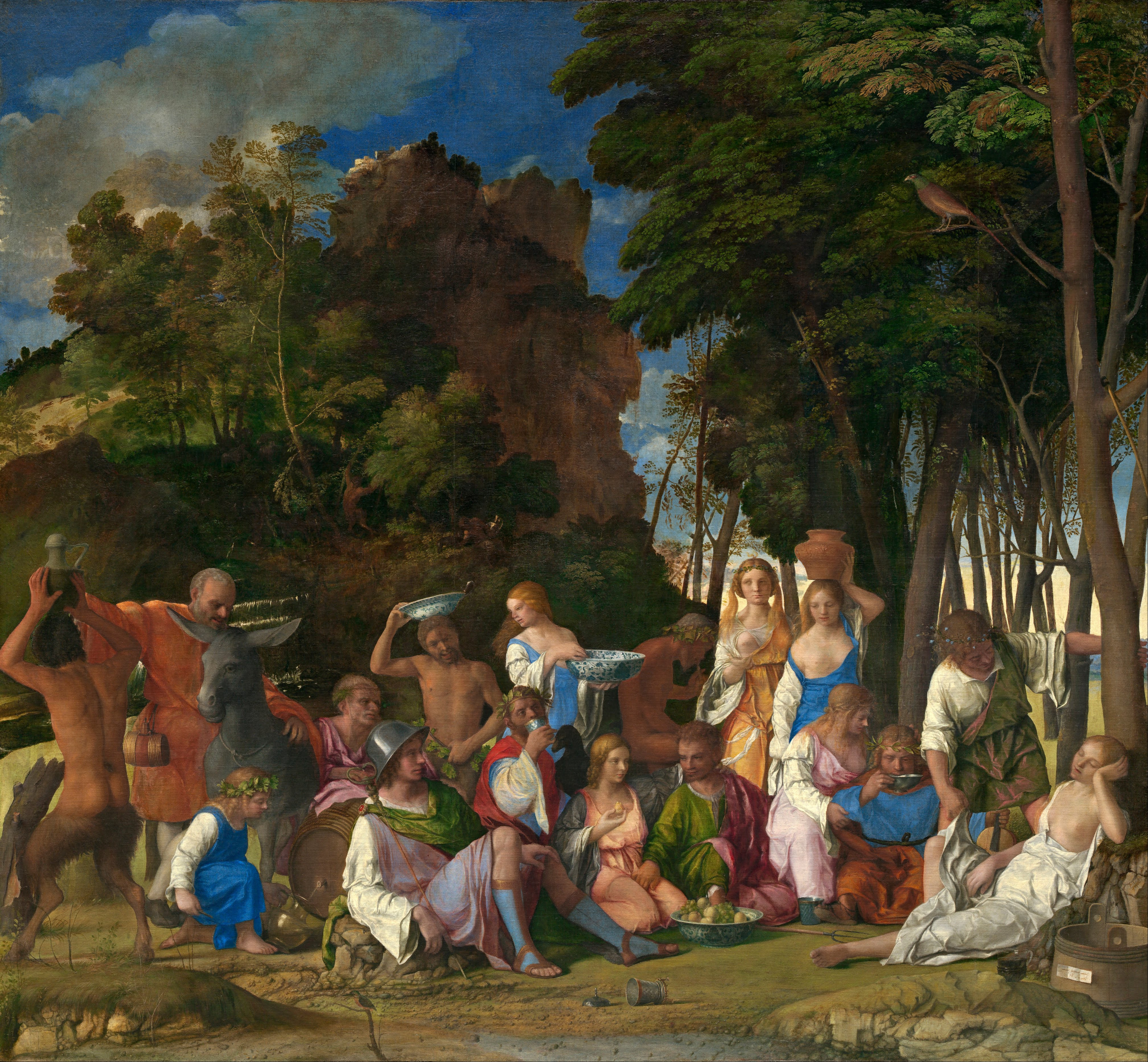
ジョヴァンニ・ベッリーニ、ティツィアーノ『神々の饗宴』 (1514年)、ナショナル・ギャラリー (ワシントン)

本作の構成は、ジュリオ・ロマーノの原画『プリアーポスの祭り』にもとづく版画に負っているが、プッサンは自身の古代研究の知識も明らかにしている。画中では穀物の豊作のために開かれるバッカス祭の酒宴の参加者たちが舞台状の大地にひしめいており、その後方には岩やブドウの絡む木々を隔てて、空と山々という背景が広がっている。画面に人物と木々を均等に配置する手法は、古代のレリーフ彫刻に倣っている。また、本作にも『シレノスの勝利』にも描かれている背景の幕の役目をする木々の風景は、ティツィアーノがジョヴァンニ・ベッリーニの未完の『神々の饗宴』 (ワシントン・ナショナル・ギャラリー) を仕上げるために用いた背景と同じものである。
画面のほぼ中央には、角を生やした神の腕のない胸像の「勝利」、あるいは崇拝が表現されている。これは「境界標」で、顔がツタの茎を煮出した汁で赤く染められている (この情景の火照りを映している) 胸像は牧羊神パンであり、プリアーポスでもある。プリアーポスは陰茎を象徴する豊饒の神、庭園の守護神であり、その崇拝は近東からギリシアへと流入した。パンとプリアーポスは混同され、ともにディオニュソス (バッカス) に結びつけられたのであろう。本作の情景に見られる人物は、すべてディオニュソスの側近者、すなわちニンフとその淫らな遊び相手のサテュロス、およびマイナス (ディオニュソスの信奉者) たちである。
ヤギの上に膝をついて、プットの捧げる籠に手を差し伸べているマイナスが胸像に花輪をかけている。彼女の腕は斜めの方向に引き伸ばされているが、この優美なモティーフは古代のテラコッタのレリーフから採られており、上述の版画の中にも見出せる。中央左寄りのマイナスは肩に小鹿 (生贄にされる) を担ぎ、右側のもう1人のマイナスはタンバリンを鳴らしている。画面右端では、騒々しい歌と踊りの神コリュバスが長いトランペットを吹きならし、その手前でヤギに乗ったマイナスは跪いたサテュロスの頭上の盆から花を取ろうと身体を捻じ曲げている。さらにもう1人のサテュロスが彼女を後ろから抱きかかえている。胸像の前では、1人のニンフが倒れかかるサテュロスの髪の毛を引っ張り、その右側では2人の青年が酔ったサテュロスを抱え起こしている。
画面の前景には、パン神のアトリビュート (人物を特定するもの) である牧笛と牧杖、花輪、花瓶、仮面、ブドウ酒用のギリシアの壺、タンバリンといったバッカス祭用の事物が散らばっている。プッサンは、これらのことごとくを古代彫刻のみならず古典の文芸からも引き出してきた。最前景中央左寄りには、タンバリンとともに2つの仮面が垂直に立てかけられている。それらは古代のサテュロスと、プッサンと同時代のイタリア喜劇の娘役コロンビーナの仮面である。新旧の仮面を取り混ぜ、舞台に似せた設定をしていることは、演劇の起源がバッカス祭にさかのぼることを示唆する。